# Dębogórze-Wybudowanie
Dębogórze-Wybudowanie is een plaats in het Poolse district  Pucki, woiwodschap Pommeren. De plaats maakt deel uit van de gemeente Kosakowo en telt 324 inwoners.